# Stonebwoy
Stonebwoy, pseudonimo di Livingstone Etse Satekla (Ashaiman, 5 marzo 1988), è un cantante ghanese.

## Biografia
Stonebwoy ha ricevuto una nomination sia agli MTV Africa Music Awards per il miglior artista dal vivo che ai BET Award per il Best International Act: Africa. È stato premiato con due Ghana Music Awards nell'edizione del 2016; a distanza di tre anni, ne ha vinti altri tre.
Il suo album in studio più recente, 5th Dimension, è stato pubblicato nella prima metà del 2023.

## Discografia

### Album in studio
- 2012 – Grade #1
- 2014 – Necessary Evil
- 2017 – Epistles of Mama
- 2020 – Anloga Junction
- 2023 – 5th Dimension

### EP
- 2016 – Livingstone

### Singoli
- 2014 – Happiness (con Jah Vinci e TripleDose Production)
- 2015 – Come Over (feat. MzVee)
- 2015 – Talk to Me (feat. Kranium)
- 2015 – Mightylele
- 2015 – Go Higher
- 2016 – Guy Guy (feat. Bisa Kdei)
- 2016 – Sick inna Head (feat. Burna Boy)
- 2016 – Run Go
- 2016 – People Dey
- 2016 – Any Day
- 2016 – We Made It (feat. Mugeez)
- 2016 – By Grace
- 2016 – Go Higher
- 2016 – Sapashini (Dancehall Warrior)
- 2016 – Problem
- 2016 – Last Station (feat. Tekno)
- 2017 – Enkulenu Eyes on You
- 2017 – Enkulenu
- 2017 – One Thing (feat. Damaris Joi)
- 2017 – Come from Far (Wo gb3 j3k3)
- 2017 – My Name
- 2017 – Say It (feat. Demarco)
- 2017 – Hero
- 2017 – Falling Again (feat. Kojo Funds)
- 2018 – Spring Break (con Khalia)
- 2018 – Dirty Enemies (feat. Asamoah Gyan)
- 2018 – Loyalty
- 2018 – Tomorrow
- 2018 – Wame (feat. Cassper Nyovest)
- 2018 – Top skanka
- 2018 – Most Original (feat. Sean Paul)
- 2018 – No Makeup (con KickRaux e Yung Alpha feat. Lisa Mercedez)
- 2018 – Move Ur Body (con DJ Mathematic e DJ Gety Gets)
- 2018 – Smile Time Done
- 2019 – Shuga (feat. Beenie Man)
- 2019 – What a Place (con Stadic, Jonny Blaze e DJ Perf)
- 2019 – Tuff Seed
- 2019 – Ololo (feat. Teni)
- 2019 – Take Me There
- 2019 – Rollin' (con Trifecta e Niniola)
- 2019 – Don't Stress (con Nana Rogues e Kwesi Arthur)
- 2019 – Black People
- 2019 – Take Me Away (feat. Kidi & Kuami Eugene)
- 2019 – More
- 2020 – Sobolo
- 2020 – Good Morning (con Chivv e Spanker)
- 2020 – African Party
- 2020 – Understand (con Alicaì Harley)
- 2020 – Putuu Freestyle (Pray)
- 2020 – Touch Your Body (con Eno Barony)
- 2020 – Pamela (con Wauve e ZieZie)
- 2020 – Blaze Dem (Freestyle)
- 2020 – More of You (con Emeli Sandé e Nana Rogues)
- 2020 – Activate (con Davido)
- 2021 – 1Gad
- 2021 – We Move (Freestyle)
- 2021 – Strength and Hope
- 2021 – Blessing (con Vic Mensa)
- 2021 – Critical (con Zlatan)
- 2021 – Outside
- 2021 – I'm Strong (con Squash)
- 2021 – Greedy Men
- 2021 – Nukedzor (What's Up) (con Abra Cadabra e Joey B)
- 2022 – Therapy
- 2022 – Outside (Abonten) (con DJ Breezy, Mugeez, Black Sherif, Kwesi Arthur e Smallgod)
- 2022 – Can't Lock the Dance (con Gentleman)
- 2022 – Another One (con R2Bees)
- 2022 – Gidigba (Firm & Strong)
- 2023 – More of You
- 2023 – Fire in the Booth, Pt. 1 (con Charlie Sloth)
- 2023 – Muchacha (con Jhosy e Tostao)
- 2023 – Shedoeneed (con King Cruff feat. Jag.Huligin)
- 2024 – Ekelebe (feat. Odumodublvck)
- 2024 – Back to Sender (Taamiawu) (con Price Bright)
- 2024 – Malaika (con Seyi Vibez)
- 2024 – Your Body